# Xian de Xiahe

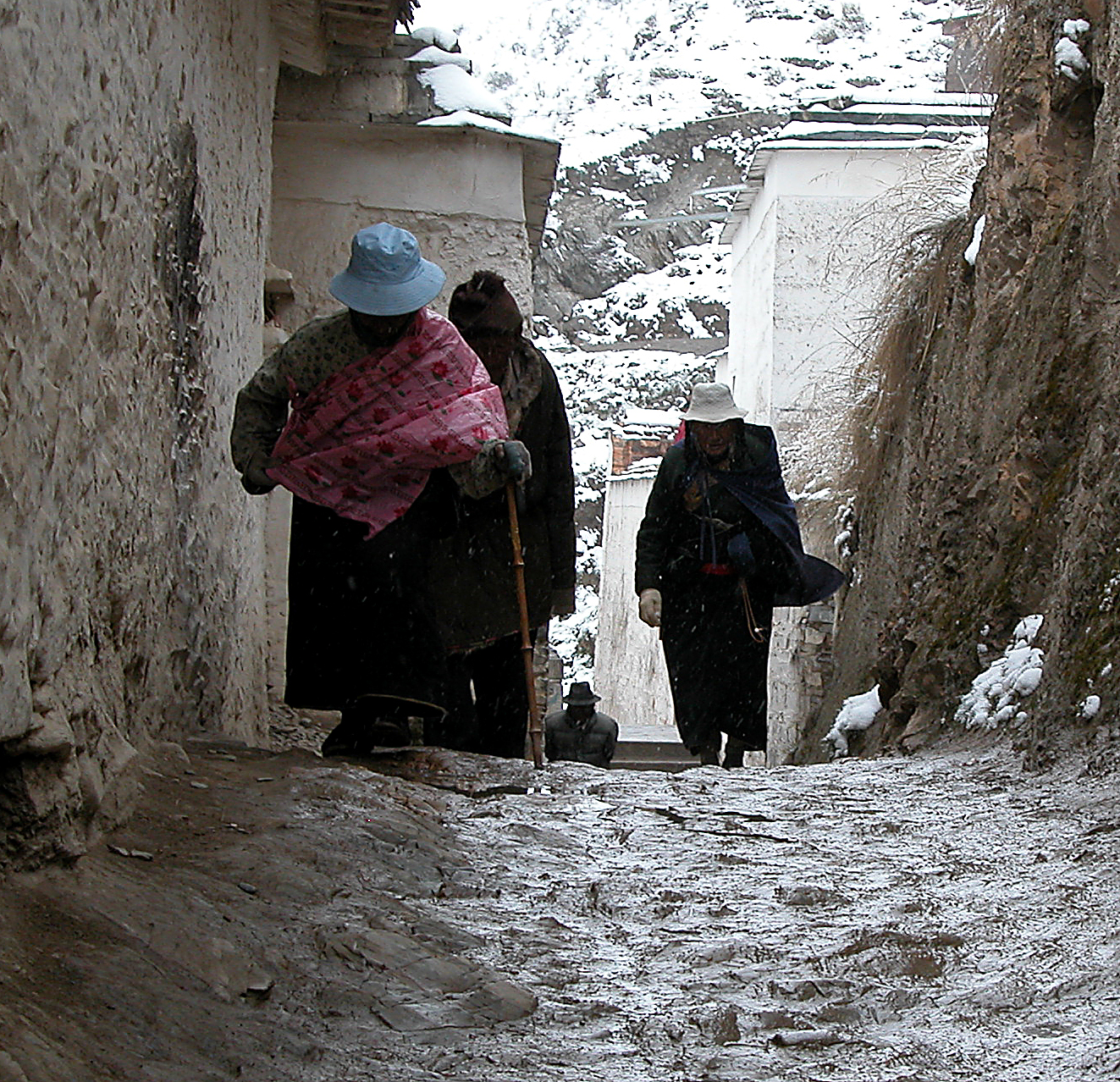
Pèlerins à Xiahe

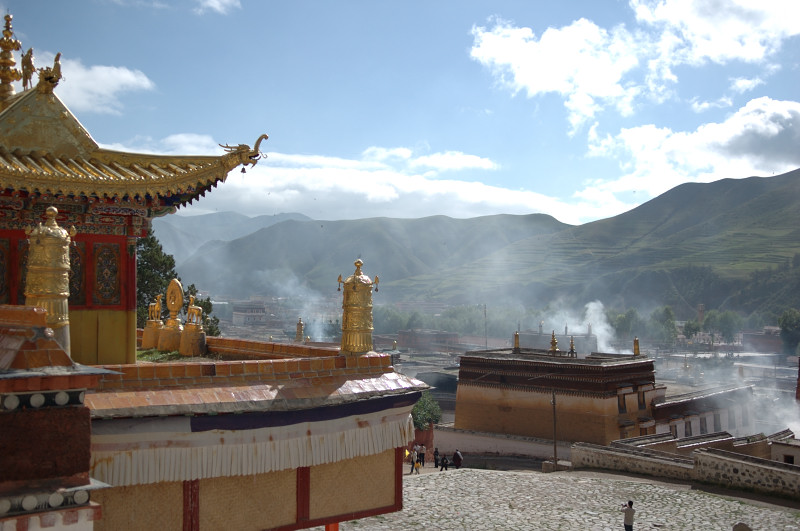
Le monastère de Labrang

Le xian de Xiahe (夏河县 ; pinyin : Xiàhé Xiàn ; tibétain : Sangchu (tibétain : བསང་ཆུ་རྫོང་།, Wylie : bsang chu) est un district administratif de la province du Gansu en Chine. Il est placé sous la juridiction de la préfecture autonome tibétaine de Gannan.

## Géographie
La ville de Xiahe, chef-lieu du xian, est située à une altitude de 2 960 m, sur les rives de la rivière Daxia.

## Démographie
La population du district était de 86 670 habitants en 2010

## Culture et religion
La ville de Xiahe abrite le monastère de Labrang, l'un des plus importants de l'école Gelugpa du bouddhisme tibétain, à laquelle appartient le quatorzième dalaï-lama, Tenzin Gyatso.